# Segundo asalto (película)
Segundo asalto es una película española de 2005.

## Argumento
Segundo asalto cuenta la historia de Ángel (interpretado por Álex González) joven aspirante a púgil profesional que ha crecido sin padre en el Madrid del cambio de siglo, y su encuentro con Vidal (Darío Grandinetti), hipnótico encantador (de serpientes) argentino, atracador profesional de bancos. Este encuentro va a cambiar para siempre la vida de Ángel y de los que lo rodean.

## Comentario
Presentada con éxito de público y crítica en la 50.ª Semana Internacional de Cine de Valladolid, Segundo asalto está basada en una historia original de Daniel Cebrián, que el propio director escribió junto a Imanol Uribe, también coproductor de la cinta. Es, tras Cascabel, su segundo largometraje como director.
Como en su ópera prima, Cebrián describe en Segundo asalto a una juventud desorientada, al borde de la marginalidad, y que ha crecido sin la figura del padre. Para ahondar en una atmósfera realista, el director de fotografía, Kalo Berridi opta por una atmósfera de claroscuros, muy contrastada. La excelente localización de decorados naturales le valió a su directora artística, Marta Blasco, una nominación a los premios Goya.
La película se presentó en Valladolid donde cosechó el premio Pilar Miró, otorgado al mejor director mientras la película presentada sea su primer o segundo largometraje. Dos meses más tarde, la película recibió dos candidaturas a los Premios Goya.

## Premios
Premios Goya
- Candidata al Premio Goya al mejor actor revelación (Álex González).
- Candidata al Premio Goya a la mejor dirección artística

Festival de Valladolid
- Premio Pilar Miró al mejor nuevo director.

Unión de Actores
- Candidata al premio al mejor actor revelación (Álex González)

XVI Premis "Cartelera Turia"
- Premio al mejor actor revelación (Álex González).
- Candidata al mejor director (Daniel Cebrián)